# Aspiscellaria unicornis
Aspiscellaria unicornis is een mosdiertjessoort uit de familie van de Candidae. De wetenschappelijke naam van de soort is voor het eerst geldig gepubliceerd in 1980 door Liu.